# Erwin Ballabio
Erwin Ballabio (Grenchen, Suíça, 20 de outubro de 1918 – 4 de março de 2008) foi um futebolista suíço. Ele competiu na Copa do Mundo FIFA de 1938, sediada na França, na qual a seleção de seu país terminou na sexta colocação dentre os 15 participantes.